# Araneinae
Az Araneinae a pókszabásúak (Arachnida) osztályának pókok (Araneae) rendjébe, ezen belül a főpókok (Araneomorphae) alrendjébe és a keresztespókfélék (Araneidae) családjába tartozó alcsalád.

## Rendszerezés
Az alcsaládba az alábbi nemzetségek tartoznak és több nemzetségbe be nem sorolt nem:
- Anepsiini
- Arachnurini
- Araneini
- Bertranini
- Celaenini
- Cyclosini
- Dolophonini
- Exechocentrini
- Heterognathini
- Mangorini
- Poltyini
- Pseudartonini
- Testudinarini
- Ursini